# Imperio (Orson Scott Card)
Imperio es una novela especulativa de ficción de Orson Scott Card.  Cuenta la historia de una posible segunda Guerra civil americana, esta vez entre el ala derecha y el ala izquierda en un futuro próximo.  Este es el primero de dos libros de la saga denominada El dúo imperio, junto con Imperio oculto, desarrollando la historia entre estas dos el videojuego Shadow Complex.

## Secuela
En la convención de videojuegos E3 fue revelado por Donald Mustard de Chair Entertainment que el videojuego de Xbox Live Arcade game Shadow Complex servirá como un puente para la segunda entrega de la trilogía Imperio, Imperio oculto, la cual fue editada el 22 de diciembre de 2009. En el diario de los desarrolladores del videojuego se reveló que el juego sirve como pre cuela del libro original y que ha usado Orson Scott Card para continuarla. El juego tiene lugar pocas horas después de que el vicepresidente sea asesinado y dentro de un período de 24 horas. También es digno de mención que Orson Scott Card fue abordado por el Presidente sobre la trilogía